# Muna (Insel)
Muna ist eine Insel in Indonesien, die zur Provinz Sulawesi Tenggara gehört. Muna befindet sich südöstlich von Sulawesi (durch die Meerenge von Tiworo getrennt), nahe Buton. Der Süden der Insel ist Teil des Regierungsbezirks (Kabupaten) Buton, den Nordosten bildet der Regierungsbezirk Muna, den Nordwesten das 2014 gegründete Westmuna (Muna Barat).
Die Bewohner der stark bewaldeten Insel leben von der Land- und Forstwirtschaft. Es werden Reis, Gewürze, Sago und Zuckerrohr angebaut, daneben spielen die Fischerei und Verarbeitung von Kokosnüssen eine wichtige Rolle. Wichtigster Hafen ist Raha an der Nordostküste. 
Die 2.889 km² große Insel erreicht im Gegensatz zu ihrer gebirgigen Nachbarinsel Buton nur eine Höhe von 91 m über dem Meer.
Auf der Insel sind Muna-Buton-Makaken (Macaca ochreata brunnescens), eine Unterart des Grauarmmakaken, heimisch. 